# Mustang (groupe)
Pour les articles homonymes, voir Mustang.
Mustang est un groupe de rock français formé en 2006 à Clermont-Ferrand.

## Biographie
Les trois membres du groupe se rencontrent à Clermont-Ferrand au lycée Jeanne d'Arc, en classe de seconde. Ils font leur culture musicale en écoutant les Ramones, les Pixies, les Stooges, le Velvet Underground, ainsi que les pionniers du rock Jerry Lee Lewis, Buddy Holly, Bo Diddley… Ils évoquent également la musique de jeux-vidéos comme influence importante (Nobuo Uematsu, Koji Kondo ...)
Dès 2006, le groupe enregistre ses premières maquettes de chansons. C'est en 2007 que Mustang se fait repérer par le micro-label parisien A*Rag Records (Don Cavalli, Bo Weavil, Las Ondas Marteles) à la suite de l'hommage organisé par La Coopérative de Mai à l'occasion du quarantième anniversaire du premier album du Velvet Underground.
Après avoir été sélectionné pour les Découvertes du Printemps de Bourges, Mustang sort son premier EP digital chez A*Rag records, Le pantalon. Repérés par Les Francofolies de la Rochelle, mais également la presse spécialisée (Les Inrockuptibles, Magic, Rock & Folk), le trio sort son premier album A71 le 26 octobre 2009. Une version japonaise d'A71 sort en juin 2010 avec quatre chansons bonus sur le label japonais Uncleowen Music en prévision du passage du groupe au Fuji Rock Festival en juillet 2010.
Le deuxième album du groupe intitulé Tabou est publié en 2011 en France, puis à nouveau au Japon en 2012.
Début 2014 sort le troisième album Écran total, distribué par Sony Music Entertainment.
En janvier 2017 paraît un nouvel EP intitulé Karaboudjan ; leur chanson Salauds de pauvres est malicieusement choisie par le journaliste Matthieu Conquet pour être présentée et diffusée sur France Culture en présence d'Emmanuel Macron, qui venait de critiquer « l'alcoolisme et le tabagisme » du Nord de la France, ignorant qu'il figure dans le clip de la chanson aux côtés d'autres politiciens comme Patrick Balkany.

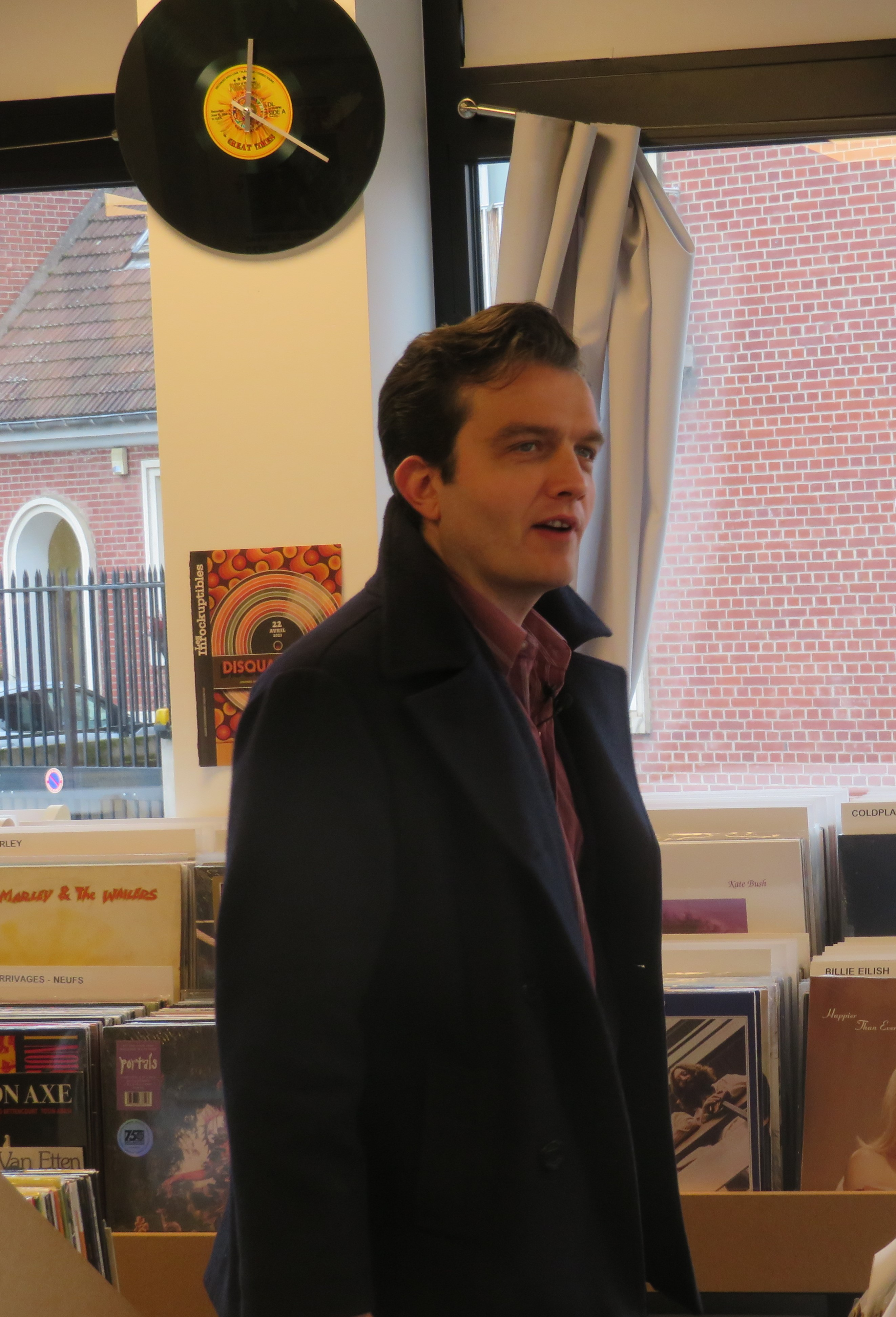
Jean Felzine, chanteur et guitariste, en interview le 23 janvier 2024 chez un disquaire à Beauvais.

En juin 2017, Mustang fait la première partie de Blondie à l'Olympia. En novembre 2017, c'est au Royaume-Uni que Mustang va ouvrir pour le groupe américain, lors d'une série de 7 dates. Les concerts sont enregistrés, et une compilation de ces enregistrements, Live In The U.K, sort en 2018. Sorti uniquement en numérique, cet album est vendu avec un carnet de route écrit par Jean Felzine, racontant la tournée en détail, ainsi que des digressions autour du groupe.
Sans annoncer l'arrêt du groupe, Jean Felzine vole ensuite de ses propres ailes. Après un album en compagnie de la chanteuse suédoise Jo Wedin (Pique-nique, 2017), il sort un premier EP solo, Hors l'amour, en 2019. 
Le groupe change de batteur en 2020, Rémi Faure étant remplacé par Nicolas Musset. En mars 2021 sort le quatrième album, Memento Mori, une coproduction de leur association Close Harmonie avec le label Prestige Mondial (Sony Music). En sont tirées les chansons Memento Mori, Pas cher de la nuit, Pôle Emploi / Gueule de bois et Fils de Machin.
En 2023, Jean Felzine récidive en solo avec un nouvel EP intitulé Chord Memory.
Le groupe revient en 2024 avec un nouvel album Megaphenix signé sur un nouveau label, Vietnam.

## Membres

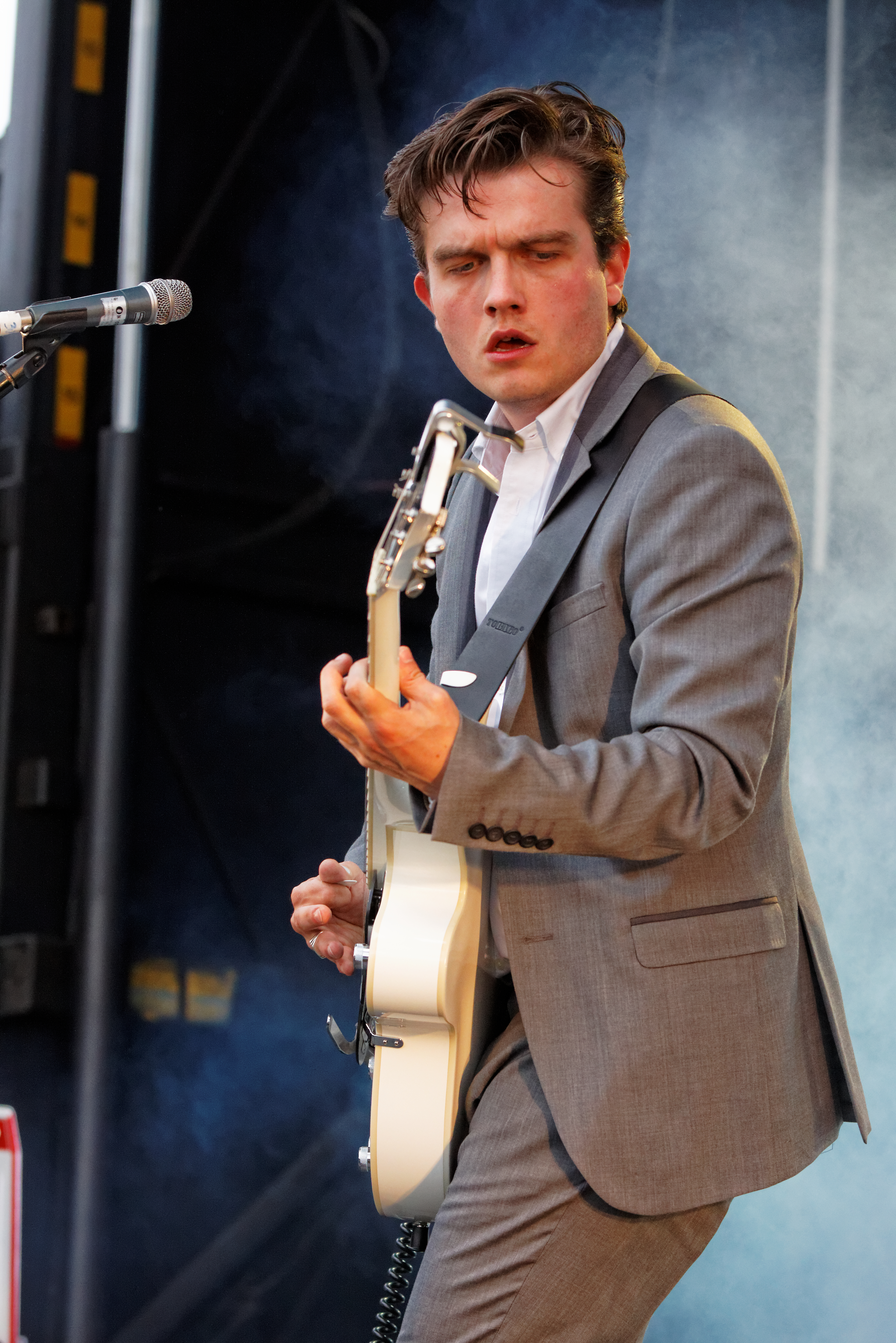
Jean Felzine, chanteur et guitariste.

- Jean Felzine (textes, chant, guitare, claviers). Né en Picardie de parents enseignants[2], enfance à Clermont-Ferrand, il prend des cours de piano avant de se mettre à la guitare en autodidacte. Compose pour Camélia Jordana, Jo Wedin, Carmen Maria Vega…
- Johan Gentile (basse)
- Depuis 2020, Nicolas Musset (batterie)
- Jusqu'en 2020, Rémi Faure (batterie)

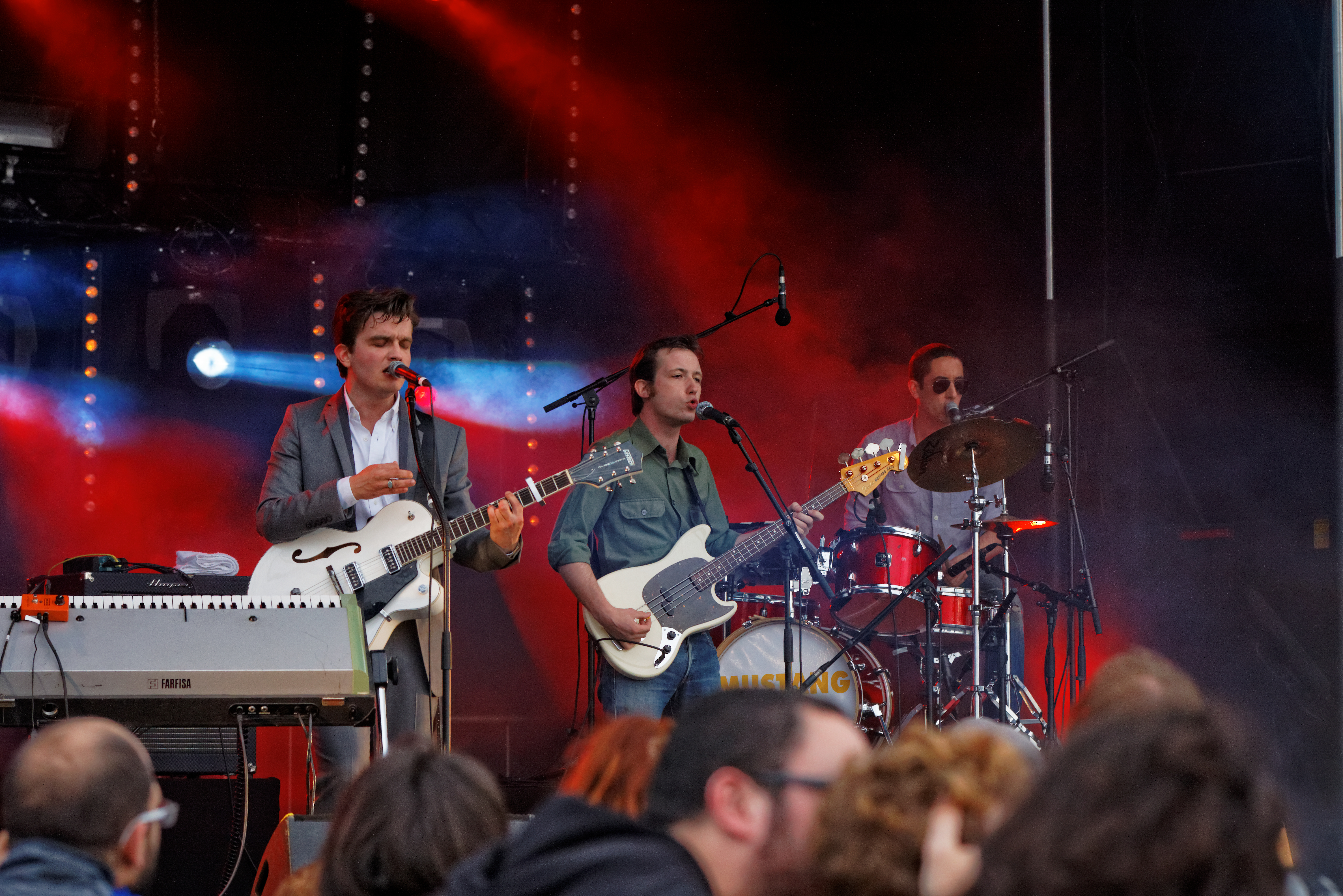
De gauche à droite : Jean Felzine, Johan Gentile et Rémi Faure.